# 高雅 (東漢)
高雅（?—?），东汉末期呂布属下武将。
張超、陳宮叛曹操迎入呂布，呂布入兗州奇襲濮陽。在曹操的势力仅剩下鄄城、東阿、范县。興平元年（194年），曹操从徐州刺史部回到兖州刺史部，在濮陽与呂布交战。曹操部将于禁率別军在濮陽南破呂布两个別营、在須昌破吕布别将高雅。